# Hasse
Hasse ist ein deutscher Familienname.

## Herkunft und Bedeutung
Hasse ist die Kurzform zum althochdeutschen Rufnamen „hadu“ (Kampf) oder dem altsächsischen „hasso“ (Volksname der Hessen).

## Varianten
- Hasso Blide (um 1271)
- Hasse (um 1323)
- Hassa (um 860)

## Namensträger
- Arnold Hasse (1873–1933), deutscher Verwaltungsjurist
- C. Hasse, Pseudonym von Wilhelm Mensinga (1836–1910), deutscher Gynäkologe
- Carl Hasse (1841–1922), deutscher Anatom
- Christian Hasse (* 1931), deutscher Maler und Grafiker
- Clemens Hasse (1908–1959), deutscher Schauspieler und Synchronsprecher
- Dag Nikolaus Hasse (* 1969), deutscher Arabist, Philologe und Philosophiehistoriker
- Dietrich Hasse (1933–2022), deutscher Kletterer
- Edgar Sebastian Hasse (* 1960), deutscher Theologe und Journalist
- Else Hasse (1870–1960), deutsche Schriftstellerin und Frauenrechtlerin
- Erich Hasse (1897–1945), deutscher Beamter und Politiker (NSDAP), MdR
- Ernst Hasse (Maler) (1819–1860), deutscher Landschafts- und Tiermaler sowie Zeichner und Lithograf
- Ernst Hasse (Politiker) (1846–1908), deutscher Hochschullehrer und Politiker (Nationalliberale Partei, Alldeutscher Verband)
- Ernst Hasse (General) (1867–1945), deutscher General der Infanterie (charakterisiert) der Reichswehr
- Faustina Hasse, Ehename von Faustina Bordoni (1697–1781), italienische Sängerin (Mezzosopran)
- Faustina Hasse Hodges (1823–1895), US-amerikanische Komponistin und Organistin
- Friedrich Hasse (Organist) (1635–1688/1699), deutscher Organist und Kirchenmusiker
- Friedrich Christian August Hasse (1773–1848), deutscher Historiker, Enzyklopädist und Schriftsteller
- Friedrich Rudolf Hasse (1808–1862), deutscher Theologe und Hochschullehrer
- Gerhard Hasse (1925–2001), deutscher Chirurg
- Georg Hasse (1905–1978), deutscher Maler
- Gustav Hasse (1834–1889), deutscher Komponist
- Hannjo Hasse (1921–1983), deutscher Schauspieler
- Hans Hasse (1905–1983), deutscher SS-Hauptsturmführer
- Heinrich Hasse (Mediziner) (1791–1868), deutscher Mediziner
- Heinrich Hasse (Philosoph) (1884–1935), deutscher Philosoph und Hochschullehrer
- Helmut Hasse (1898–1979), deutscher Mathematiker
- Helmut Hasse (Fußballspieler) (* 1925), deutscher Fußballspieler
- Henry Hasse (1913–1977), US-amerikanischer Science-Fiction-Autor
- Hermann Gustav Hasse (1811–1892), deutscher Pfarrer und Autor
- Holger Hasse (* 1978), deutscher Fußballspieler
- Horst Hasse (* 1930), deutscher Politiker (SED), Mitglied des ZK der SED
- Jean Paul Hasse (1830–1898), deutscher Anstaltspsychiater
- Jenna Hasse (* 1989), schweizerisch-portugiesische Regisseurin und Schauspielerin
- Johann Adolph Hasse (1699–1783), deutscher Komponist
- Johann Christian Hasse (1779–1830), deutscher Rechtsgelehrter
- Johann Christoph Hasse (1777–1840), deutscher Apotheker
- Johann Gottfried Hasse (1759–1806), deutscher evangelischer Theologe und Orientalist
- John Edward Hasse (* 1948), US-amerikanischer Pianist und Musikwissenschaftler
- Jörg Hasse (1929–2023), deutscher Physiker
- Jürgen Hasse (* 1949), deutscher Geograph, Pädagoge und Stadtforscher
- Karl Hasse (1835–1890), preußischer Oberregierungsrat und Landrat
- Karl Ewald Hasse (1810–1902), deutscher Mediziner und Pathologe
- Karl Robert Hasse († 1952), deutscher Bürgermeister und Landrat
- Kerstin Hasse (* 1990), Schweizer Journalistin
- Kurt Hasse (Reiter) (1907–1944), deutscher Springreiter
- Kurt Hasse (Kameramann) (1916–1999), deutscher Kameramann
- Lutz Hasse (Meteorologe) (1930–2016), deutscher Meteorologe
- Lutz Hasse (Verwaltungsjurist) (* 1959), deutscher Verwaltungsjurist, Thüringens Landesbeauftragter für den Datenschutz
- Marcus Hassaeus (Marcus Hasse; 1549–1620), deutscher Philologe, Philosoph und Hebraist
- Maria Schwab-Hasse (1909–1988), deutsche Malerin, Grafikerin und Kunsthandwerkerin
- Maria-Viktoria Hasse (1921–2014), deutsche Mathematikerin
- Martin Karl Hasse (1883–1960), deutscher Organist, Komponist und Musikwissenschaftler
- Max Hasse (Musikwissenschaftler) (1859–1935), deutscher Pädagoge und Musikwissenschaftler
- Max Hasse (Kunsthistoriker) (1911–1986), deutscher Kunsthistoriker
- Nicolaus Hasse (nach 1600–1670), deutscher Komponist und Organist
- O. E. Hasse (Otto Eduard Hasse, 1903–1978), deutscher Schauspieler und Regisseur
- Oscar Hasse (1837–1898), deutscher Mediziner
- Otto Hasse (General) (1871–1942), deutscher General der Infanterie
- Otto Eduard Hasse, bekannt als O. E. Hasse (1903–1978), deutscher Schauspieler und Regisseur
- Paul Hasse (1830–1898), deutscher Psychiater, siehe Jean Paul Hasse
- Paul Hasse (General) (1864–1945), deutscher General der Artillerie
- Paul Ewald Hasse (1847–1907), deutscher Historiker und Archivar
- Peter Hasse der Ältere (um 1575–1640), deutscher Organist und Komponist
- Peter Hasse der Jüngere (1659–1708), deutscher Organist und Komponist
- Raimund Hasse (* 1962), deutscher Soziologe
- Rainer W. Hasse (* 1943), deutscher Kernphysiker
- Rudolf Hasse (1906–1942), deutscher Rennfahrer
- Sella Hasse (1878–1963), deutsche Malerin
- Stefanie Hasse, deutsche Jugendbuchautorin
- Traugott Leberecht Hasse (1775–1853), deutscher Montanist und Schriftsteller
- Ursula Hasse (1925–2013), deutsche Künstlerin
- Ute Hasse (* 1963), deutsche Schwimmerin
- Valentin Hasse-Clot (* 1996), französischer Autorennfahrer
- Wilhelm Hasse (1894–1945), deutscher General der Infanterie